# برشاوشان عملاق
برشاوشان عملاق (الاسم العلمي:Adiantum giganteum) هو نوع من النباتات يتبع جنس البرشاوشان من الفصيلة الديشارية.